# Chó Eurasier
Chó Eurasier còn được gọi là Chó Eurasian là giống một chó nằm trong nhóm các loại chó đuôi cuộn có nguồn gốc từ Đức. Giống chó nay được biết đến rộng rãi như một người bạn đồng hành tuyệt vời, tuy vậy chúng cũng duy trì tính cách riêng của mình và cũng có sự giới hạn, luôn tỏ ra nghiêm túc khi có người lạ, tạo một mối liên kết mạnh mẽ với gia đình và điều đó dẫn đến việc giống chó này tương đối dễ huấn luyện.

## Ngoại hình
Chó Eurasier là một con chó kiểu đuôi cuộn (Spitzen) có kích thước tầm trung bình, có cấu trúc cơ thể tốt, cân bằng và đôi tai nhọn. Giống chó này có thể có nhiều màu lông khác nhau: màu vàng-nâu nhạt, xám, xám đen, đen đất và đen vàng-nâu. Tất cả các bộ lông có sự kết hợp màu sắc đều được phép, ngoại trừ các mảng trắng, trắng hoàn toàn và màu trắng tinh khiết. Loài này có thể có lưỡi màu hồng, xanh đen hoặc đốm.
Con đực có chiều cao từ 52 đến 60 cm (từ 20 đến 23,5 inch) tính từ bả vai và nặng từ 23 đến 32 kg (từ 50 đến 70 lb) và con cái có chiều cao từ 48 đến 56 cm (khoảng từ 19 đến 22 inch) tại các vai và nặng từ 18 đến 26 kg (từ 40 đến 57 lb).

## Sức khỏe
Chó Eurasier nhìn chung là một giống chó khỏe mạnh, mặc dù có vốn gen nhỏ trong những năm đầu của giống chó đã dẫn đến một số bệnh di truyền được biết đến là thỉnh thoảng xảy ra. Các vấn đề được biết đến bao gồm loạn sản hông, bệnh lý xương bánh chè hai mảnh và suy giáp, cũng như các rối loạn mí mắt và mi mắt như lông mi kép, quặm mắt và tật lộn mi.